# Хоролець Лариса Іванівна
Лариса Іванівна Хоролець (25 серпня 1948, Київ — 12 квітня 2022) — радянська та українська акторка театру і кіно, драматург, політик. Народна артистка УРСР (1988), перший Міністр культури України.

## Життєпис
Народилась 25 серпня 1948 року в місті Київ.
Закінчила Київську школу № 117 ім. Л. Українки із золотою медаллю 1966 року. Так само займалася у київській музичній школі по класу фортепіано та бандури, у Народній консерваторії по класу вокалу.
У 9-річному віці дебютувала в кінематографі, у зіграла роль Тані у художньому фільмі «Партизанська іскра». У підлітковому віці брала участь в зйомках епізодів ще у декількох фільмах. У період між 1956 та 1971 роками – артистка на кіностудії ім. Олександра Довженка.
У 1970 році закінчила Київський інститут театрального мистецтва ім. Івана Карпенка-Карого за фахом актриса драми і кіно (з відзнакою).
У 1970—1973 — Літературний театр «Слово» при Спілці письменників України, артистка.
У 1973—1998 — акторка Київського академічного українського драматичного театру ім. І. Франка.
З 1975 року член Національної спілки театральних діячів України.
З 1977 року член Спілки письменників України. З 1988 року — Народна артистка УРСР.
7 липня 1991 стає Міністром культури УРСР, з 24 серпня 1991 по 17 листопада 1992 — Міністр культури України.

## На посаді Міністра культури

Могила Лариси Хоролець, Байкове кладовище

Ініціювала та брала безпосередню участь: у розробці і втіленні програм по створенню національно-культурних пріоритетів; у створенні «Основ законодавства про культуру», законів «Про музеї», «Про бібліотечну справу», «Про авторське право», Національно-культурних заповідників, Національного реєстру культурних цінностей, Державної комісії по поверненню історичних та культурних цінностей в Україну; в налагодженні прямих контактів із державами світу, укладанні 11-ти угод про культурне співробітництво, проведенні Днів культури Німеччини, Франції та ін. в Україні та Днів української культури в Японії, Польщі, ФРН; у створенні осередків державотворчих процесів України, зокрема Центру «Український дім» в м. Києві, Відні (Австрія), Москві (Росія) та Полтаві.
У 1991—1996 — Шевченківський комітет з присудження Державних премій України, заступник голови.
У 1993–1998 рр. — перший генеральний директор-засновник Центру «Український дім» при Кабінеті Міністрів України.
Як генеральний директор Центру «Український дім» при Кабінеті Міністрів України  розробила концепцію та створила цей полі функціональний заклад, брала безпосередню участь в організації і проведенні днів культури Франції, Кореї, Китаю та ін., концертів майстрів мистецтв, фестивалів народної творчості, кінотижнів, художніх, образотворчих та документально-публіцистичних виставок, присвячених значущим подіям у житті держави; розробці та здійсненні партнерських програм у галузі культурної співпраці міст-побратимів, зокрема Києва і Мюнхена, Полтави і Штутгарта (Остфільдерн, Фільдерштадт, Ляйнфельден-Ехтердінген).
Також була головою Фонду національного відродження.
У 1998—2004 — радник Посольства України в Німеччині з гуманітарних питань.
В якості радника Посольства України в Німеччині брала безпосередню участь в підготовці та проведенні: засідань Змішаної українсько-німецької комісії, Днів культури України у ФРН, культурної програми України на Міжнародній виставці «ЕКСПО — 2000» (м. Ганновер), українсько-німецьких конференцій «Стан і перспективи співпраці між українськими і німецькими вищими навчальними закладами», українсько-німецької конференції «Освіта і наука в німецько-українських відносинах», українських програм у рамках міжнародних кінофестивалів «Берліналє» та «Go East», річниць Незалежності України, Шевченківських днів, заходів до 80-річчя Українського Вільного університету в м. Мюнхені, святкувань з нагоди річниць Лесі Українки, заходів до 70-х роковин голодомору в Україні 1932—1933, Днів культури Німеччини в Україні 2003, встановленні пам'ятної дошки Олександру Довженку в м. Берліні (Німеччина).
У 2004—2012 — радник з гуманітарних питань Уповноваженого Верховної Ради України з прав людини.
На посаді радника з гуманітарних питань Уповноваженого Верховної Ради України з прав людини (12.02 2004 — травень 2012) сприяла розвитку національної культури, надавала реальну підтримку діячам та тим культурним проектам, що лежать у руслі відродження національної культури з огляду на їх мистецьку цінність та суспільну вагу. Сприяла українському  книговиданню та кінематографу. Відстоювала достатній ефірний час для національної відео продукції. Опікувалася створенням гнучкої системи заохочень постановок за творами українських драматургів, виконанню української музики тощо.
У 2012—2016 — Київська муніципальна академія естрадного та циркового мистецтва, художній керівник.
У 2012—2016 — професор кафедри режисури КНУКІМ.
У 2016 по 2022 професор завідувач кафедри режисури та акторської майстерності НАКККіМ, Член вченої ради НАКККіМ.
2020—2021 — експерт УКФ.
Член президії Національної ради Конгресу української інтелігенції, голова комісії з питань культури. Співголова товариства «Україна-Австрія». Співзасновниця Українського фонду культури та Києво-Могилянської академії.
З 2017 року була незмінним головою журі щорічного Всеукраїнського фестивалю-конкурсу дитячої та юнацької творчості «Гранд-талант» (м. Вільногірськ).
Померла на 74-му році життя 12 квітня 2022 року. Похована на Байковому кладовищі (ділянка № 33, 50°25′9.15″ пн. ш. 30°30′11.67″ сх. д. / 50.4192083° пн. ш. 30.5032417° сх. д.).

## Творчість

### Фільмографія
- 1957 — Партизанська іскра — Таня, сестра Попика
- 1958 — Сашко — Ромка
- 1960 — Кров людська — не водиця — епізод
- 1961 — Морська чайка — Оксана
- 1971 — Зозуля з дипломом — птахівниця
- 1972 — Софія Грушко — Любов

### Ролі в театрі
Національний академічний український драматичний театр ім. Івана Франка
- «Голубі олені» — Оленка
- «Кравцов» О. Коломієць
- «Украдене щастя» І. Франко — Анна
- «Майська ніч» М. Гоголь — Галя
- «Безталанна» І. Карпенко-Карий — Софія
- «Камінний господар» Л. Українка — Долорес
- «Незабутнє» О. Довженко — Олеся
- «Срібна павутина» О. Коломієць — Галинка
- «Васса Желєзнова» М. Горький — Наталія
- «Загибель ескадри» О. Корнійчук — Оксана
- «Благочестива Марта» Тірсо де Моліна — Марта
- «Росмерсгольм» Г. Ібсен — Ребека
- «Камінь на камені» А. Гьонц — Вона

Київський Академічний театр драми і комедії на лівому березі Дніпра
- «Вірна дружина» Сомерсет Моэм — місіс Калвер

Київська академічна майстерня театрального мистецтва «Сузір'я»
- «Дівчинка в акваріумі для золотої рибки» Моріс Панич — Айріс

### Телебачення
- «На добраніч, діти» — автор і ведуча
- «Театральні зустрічі» — ведуча

Автор та ведуча радіо- і телепередач «Шкільний екран», «Дивосвіт», «Педагогічні роздуми», серія «Лицарі революції», «Дійові особи та виконавці», «Театр перед мікрофоном», «Основа».

### Авторка п'єс
- 1975 — «Сирени»
- 1977 — «На вулиці Електричній»
- 1978 — «Мені тридцять»
- 1981 — «Третій»
- 1987 — «В океані безвісти»

За п'єсами Лариси Хоролець «Сирени», «Мені тридцять», «Третій» та «На вулиці Електричній» були поставлені вистави у Київському, Закарпатському та Івано-Франківському музично-драматичних театрах, театрі міста Братислава (Словаччина).

## Визнання та нагороди
- Друга премія на Всесоюзному конкурсі молодих драматургів «За кращу п'єсу про молодого сучасника» — 1975 р.
- «Заслужена артистка України» — 1979 р.
- «Народна артистка України» — 1988 р.
- Міжнародна премія "Дружба — 1995 р.
- Літературна премія імені Івана Кошелівця — 2001 р.
- Відзнака Міжнародного академічного рейтингу популярності та якості «Золота Фортуна» — орден «Слава на вірність Вітчизні» ІІІ ст. — 2003 р.
- Орден княгині Ольги 2008 р.
- Літературно-мистецька премія імені Івана Нечуя-Левицького Українського Фонду культури — 2008 р.
- Медаль «Почесна відзнака» Національної Спілки письменників України -2008 р.
- Почесна грамота Кабінету Міністрів України — 2008 р.
- Почесна грамота Уповноваженого Верховної Ради України з прав людини — 2008 р.
- Ювілейна медаль Українського Фонду культури на відзнаку 25-річчя його діяльності -  2012 р.
- Почесна грамота Міністерства культури України — 2013 р.
- Почесна грамота Міністерства культури України — 2018 р.
- Медаль Національної Академії наук України «Народна шана українським науковцям» — 2018 р.
- Іменна зірка у м. Вільногірськ — 2018 р.[5]